# Валдай 33
Валдай 33 — российский крупнотоннажный грузовой автомобиль, выпускаемый компанией Нижегородские грузовые автомобили под брендом «Валдай» с 2023 года.

## Описание
Валдай 33 дебютировал осенью 2023 года на выставке Comtrans-2023. Представляет собой локализованную версию автомобиля Foton Auman CTX.
Валдай 33 эксплуатируется по всем видам дорог. Кроме самосвалов, в семейство также входят шасси для установки надстроек.
При полной массе 33 тонны автомобиль оснащается 9-тонной передней осью и 16-тонными задними мостами. По кабине модель унифицирована с Валдай 45.

## Технические характеристики
Валдай 33 приводится в движение 11,8-литровым двигателем Cummins ISG12E5 мощностью 398 лошадинных сил С 2025 года планируют начать оснащать Валдай 33 российскими агрегатами.